# Haemodiasma
Haemodiasma is een geslacht van rechtvleugeligen uit de familie sabelsprinkhanen (Tettigoniidae). De wetenschappelijke naam van dit geslacht is voor het eerst geldig gepubliceerd in 1895 door Brunner von Wattenwyl.

## Soorten
Het geslacht Haemodiasma omvat de volgende soorten:
- Haemodiasma pulchra Beier, 1954
- Haemodiasma tessellata Brunner von Wattenwyl, 1895